# Christophe d'Oldenbourg
 (novembre 2024).
Si vous disposez d'ouvrages ou d'articles de référence ou si vous connaissez des sites web de qualité traitant du thème abordé ici, merci de compléter l'article en donnant les références utiles à sa vérifiabilité et en les liant à la section « Notes et références ».
 (novembre 2024).

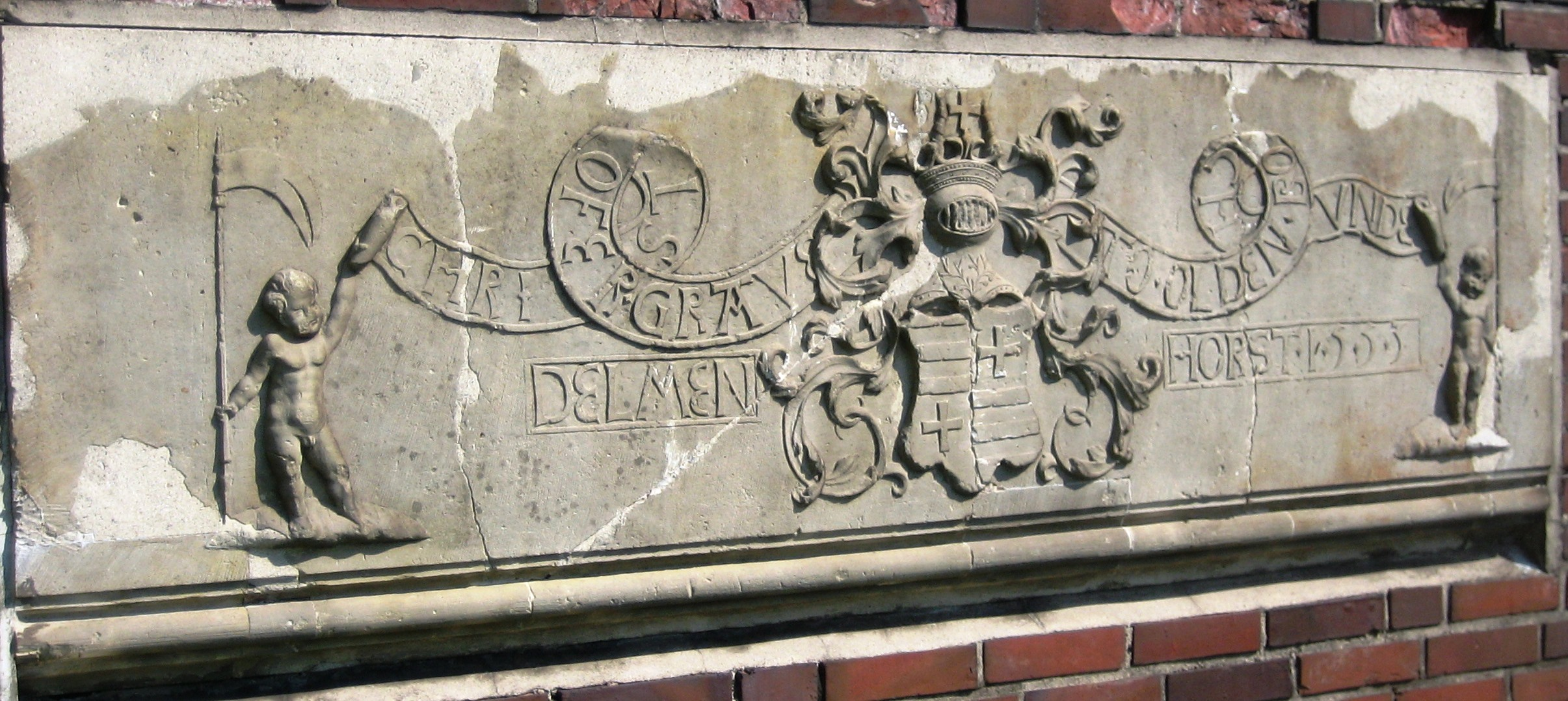
Armoiries du comte Christophe d'Oldenbourg.

Christophe d'Oldenbourg est un prince de la maison d'Oldenbourg né en 1504 et mort le 4 août 1566. Il fut comte d'Oldenbourg et régna également sur les comtés du Danemark oriental durant la Guerre du comte en 1534-1536.

## Biographie
Christophe est le troisième fils du comte Jean V d'Oldenbourg et de son épouse Anne d'Anhalt-Zerbst. Il est le petit-fils de Gérard d'Oldenbourg frère du roi Christian Ier de Danemark.
Il reçut une éducation religieuse afin de devenir un homme d'église, mais pour des raisons économiques, il se tourna vers le métier des armes et fit une carrière militaire, participants à plusieurs combats lors de conflits en Allemagne. Il est décrit comme un "intellectuel condottiere" en raison de son éducation dans les Humanités et sa connaissance du grec ancien plutôt qu'un grand stratège militaire.
Lors de la Réforme protestante, il devint à Lübeck le chef des forces protestantes germano-danoises engagées contre les troupes catholiques du roi Christian III de Danemark et la Noblesse danoise. Après des premiers succès militaires, il se querelle avec le comte Albert VII de Mecklembourg-Güstrow. La brouille prend de l'ampleur et le roi du Danemark en profite pour reconquérir les territoires perdus et prendre le château de Søborg domaine appartenant au comte Christophe d'Oldenbourg. Finalement Christophe d'Oldenbourg capitule et s'en retourne dans son comté d'Oldenbourg.
Il prend part à d'autres conflits et apporte son soutien à la ligue de Smalkalde qui fut une union militaire au sein de l'Empire romain germanique de Charles Quint, formée pour des motifs idéologiques en 1531, par des princes protestants allemands du Nord dirigés par Philippe de Hesse, puis par Jean Frédéric de Saxe.